# بیسکوپیه
بیسکوپیه (به صربی: Biskuplje) یک منطقهٔ مسکونی در صربستان است که در ولیکو گردیشت واقع شده‌است. بیسکوپیه ۴۳۰ نفر جمعیت دارد.